# Paralacydes decemmaculata
Paralacydes decemmaculata là một loài bướm đêm thuộc phân họ Arctiinae, họ Erebidae.